# Christian Zirkelbach
Christian Zirkelbach (República Federal Alemana, 20 de diciembre de 1961) es un atleta alemán retirado especializado en la prueba de 4 × 100 m, en la que ha conseguido ser medallista de bronce europeo en 1982.

## Carrera deportiva
En el Campeonato Europeo de Atletismo de 1982 ganó la medalla de bronce en los relevos 4x100 metros, con un tiempo de 38.71 segundos, llegando a meta tras la Unión Soviética y Alemania del Este (plata).